# Convención de Gando

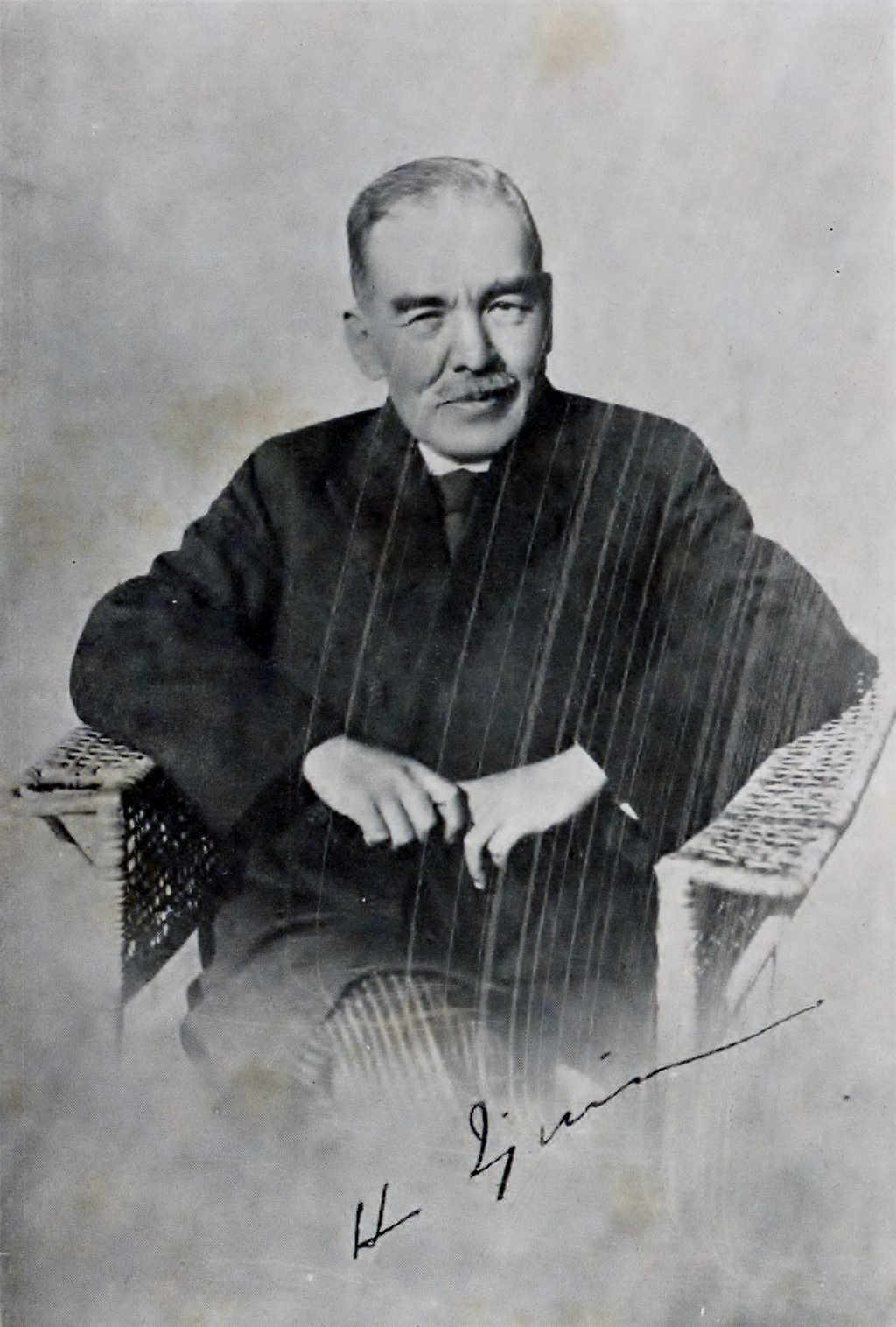
Principal líder de la convención de gando en 1909

La Convención de Gando de 1909 (chino tradicional y japonés: 間島協約;; pinyin: Jiāndǎo Xiéyuē; coreano: 간도협약/間島協約) fue un tratado firmado entre el Imperio del Japón y la dinastía Qing en el que Japón reconoció las reclamaciones de China a Jiandao, llamado Gando en coreano. Japón recibió concesiones ferroviarias en el noreste de China ("Manchuria"). El tratado es disputado por algunos coreanos que mantienen un reclamo irredentista sobre Gando.

## Antecedentes
Jiandao, o Gando como se le llama en coreano, es hoy parte del noreste de China. Muchos estados y tribus diferentes se sucedieron al gobernar el área durante la antigüedad, para incluir estados coreanos como Buyeo, Goguryeo y Balhae, seguidos más tarde por los dinastías Kitán y la Jin Yurchen.
Tradicionalmente, el área estaba habitada por tribus nómadas del norte y el oeste, así como por coreanos y chinos que huían de los disturbios, la hambruna u otras condiciones sociopolíticas en sus países de origen. Finalmente, gran parte del resto de Manchuria quedó bajo el control de los manchúes y más tarde de la dinastía Qing. Gando mismo, ya que compartía una frontera con Corea, era un destino particularmente de alta frecuencia para los coreanos que huían del empeoramiento de las condiciones a fines de la dinastía Joseon después de principios del siglo XIX.
A mediados y finales del siglo XIX, los coreanos formaban una mayoría de la población que vivía en Gando, y cuando los Qing abrieron la migración de Manchuria a Han en la década de 1870 y Gando en 1881, la gran cantidad de coreanos que ya vivían allí criaron cuestión de disputa de límites que se había negociado en 1712. Una ambigüedad en los caracteres utilizados estaba sujeta a cierta especulación, que los coreanos que vivían en Gando utilizaron hábilmente para afirmar que todavía estaban en suelo coreano.
Si bien los castigos por el movimiento transfronterizo hacia el noreste de China por parte de los chinos han y los coreanos por parte de sus respectivos gobiernos (Qing y Joseon) estaban en los libros y los coreanos detenidos en Gando fueron repatriados a Corea por las autoridades Qing, es evidente que estas regulaciones no disuadieron a las personas que huían de las malas condiciones, y pudieron hacer el reclamo en un intento de escapar de la reubicación y el castigo. La ambigüedad en el tratado original de 1712 se convirtió gradualmente en la política oficial Joseon, pero el problema en sí no llegó a un punto crítico hasta este momento, cuando la propia dinastía Joseon estaba en gran confusión y no estaba en condiciones de renegociar el límite.
A principios del siglo XX, con la creciente intervención japonesa en Corea, más coreanos huyeron a Gando, donde a veces fueron recibidos por las autoridades locales de Qing, como fuente de habilidades laborales y agrícolas. Además, como resultado de esta consolidación del control japonés sobre Corea (que culminaría con el Tratado Japón-Corea de 1910, con el cual Japón anexó Corea y comenzó la ocupación japonesa de Corea que terminó en 1945), Corea no pudo renegociar Los problemas de límites renovados con el Qing, que tenía sus propios problemas con el imperialismo japonés y occidental.

## Intervención japonesa
Para 1905, el Imperio Coreano era efectivamente un protectorado japonés (ver Tratado de Eulsa). Como resultado de la guerra ruso-japonesa, que terminó en el mismo año, Corea estaba completamente rodeada y ocupada por tropas japonesas. Las negociaciones para poner fin a la guerra dieron como resultado el Tratado de Portsmouth, que declaraba que "Japón posee en Corea intereses políticos, militares y económicos [sic] primordiales" y con las concesiones rusas a Japón efectivamente se aseguró una esfera de influencia japonesa en el noreste de Asia.
En 1907, las fuerzas japonesas se infiltraron en la frontera bastante porosa entre Corea y China, pero unos meses después, los japoneses calificaron la cuestión de la frontera como "inestable" porque la mayoría de la población allí era étnicamente coreana; Como efectivos señores de Corea, afirmaron que la jurisdicción de Japón sobre los sujetos coreanos debería extenderse a Gando e invadieron Gando en vigor en agosto de 1907, lo que resultó en que la administración Qing de China emitiera una refutación de 13 puntos afirmando su reclamo a Jiandao.
Como la disputa fronteriza de Corea con China y la gran población de coreanos étnicos en Gando no era un secreto para nadie en el noreste de Asia, es probable que los japoneses propusieran la Convención de Gando como una amenaza potencial para continuar presionando para reclamar Gando para Corea como parte del Imperio japonés si no se otorgan las concesiones de China a Japón enumeradas en la Convención.

## Términos
Los tratados y acuerdos, aunque a menudo eran desiguales en esa época (ver tratados desiguales), a menudo incluían al menos concesiones nominales para todas las partes que firmaban dichos acuerdos. Japón acordó reconocer a Gando como territorio chino y retirar sus fuerzas de allí a Corea dentro de los dos meses posteriores a la fecha del acuerdo. A cambio, China concedió derechos exclusivos de ferrocarril en Manchuria a Japón, entre otras cosas. La convención también contenía disposiciones para la protección y los derechos de los coreanos étnicos bajo el dominio chino.

## Reclamaciones coreanas
El reclamo coreano se basa en parte en lo que se percibe (en el lado coreano) como una ambigüedad en el acuerdo de límites de 1712 entre la dinastía Qing (que gobernaba China en ese momento) y la dinastía Joseon (que gobernaba Corea en ese momento); eso en realidad no volvió a ser un problema hasta aproximadamente 150 años después de que ambas partes aprobaran el acuerdo, cuando Manchuria y Gando fueron abiertos a la migración china han por los Qing.
La otra parte importante de la reclamación se basa en el hecho de que cuando se firmó la Convención de Gando en 1909, el Imperio Coreano no fue consultado y no tenía forma de disputar la legitimidad del tratado, ya que ya era un protectorado de los japoneses. Imperio y se le impidió esencialmente resolver o renegociar la disputa fronteriza como un estado independiente.
La Convención de Gando, al igual que otros tratados desiguales (como el Tratado de Eulsa y el Tratado Japón-Corea de 1910) que se ocupan del territorio/gobernanza coreana o las reclamaciones formuladas por el Japón imperial, debería ser revocada y la disputa fronteriza rectificada entre Corea (aunque existe no hay un consenso establecido sobre cuál de las dos Coreas actuales debería ser parte en esto) y la República Popular de China (aunque la República de China, como sucesor nacionalista de la dinastía Qing, puede ser un partido más legítimo para esto en China) lado, ya que todavía reclama todo el territorio retenido mientras la dinastía Qing todavía gobernaba a China como un estado soberano).

## En la era moderna
Cuando la ocupación japonesa de Corea terminó en agosto de 1945, la administración soviética en el norte de Corea y la administración estadounidense en el sur de Corea obstaculizaron cualquier reclamo coreano unificado a Gando, y después de la Guerra de Corea y la situación geopolítica que creó, nada grave La reclamación coreana a Gando fue hecha por Corea del Norte o del Sur. En 1963, Corea del Norte firmó un tratado de límites con la República Popular China, que estableció el límite entre los dos en los ríos Yalu/Amnok (nombres chinos/coreanos) y Tumen; Este acuerdo estipula principalmente que tres quintos de Heaven Lake en la cima del monte Paektu iría a Corea del Norte y dos quintos a China.
Sin embargo, la frontera entre Corea del Norte y la República Popular China todavía está en disputa, a pesar del acuerdo de 1963. En respuesta a la percibida falta de apoyo de Corea del Norte en la ruptura sino-soviética, China exigió que Corea del Norte ceda su parte de la cima del monte Paektu a China, y entre marzo de 1968 y marzo de 1969, se produjeron varios enfrentamientos fronterizos entre las fuerzas de Corea del Norte y las fuerzas chinas en la región del monte Paektu. Demandas chinas para el resto del monte Paektu finalmente se abandonó en 1970 para reparar las relaciones entre Corea del Norte y China. China ha reconocido la soberanía de Corea del Norte sobre aproximadamente el 80% de las islas en los ríos Yalu/Amnok y Tumen, y también aceptó el control de Corea del Norte sobre el 90% de la desembocadura del río Yalu/Amnok. Aunque ya no se discute abiertamente, parece que el acuerdo de 1963 es solo un marco y no un contrato vinculante para Corea del Norte o China.
Corea del Sur más tarde reconoció estos acuerdos como delineando la frontera entre Corea y China también. Hoy, ninguno de los gobiernos involucrados (Corea del Norte, Corea del Sur, Japón o China) respalda oficialmente la afirmación de que Gando es territorio coreano o debería ser reinstalado en cualquier estado coreano.
Durante años, el gobierno de Corea del Sur evitó hacer declaraciones oficiales sobre la Convención de Gando. Sin embargo, en 2004, el gobierno de Corea del Sur emitió la siguiente declaración: "Nuestro gobierno toma la posición de que la Convención de Gando de 1909, firmada ilegalmente por Japón sin el consentimiento de Corea, es nula y sin efecto, en la medida en que el Tratado de Eulsa, que privó a Corea de sus derechos diplomáticos en 1905, es un tratado nulo obtenido por coacción". El 22 de octubre de 2004, el ministro de Asuntos Exteriores de Corea del Sur, Ban Ki-moon, también comentó sobre la anulación de la Convención de Gando.